# Bernard Baas
Pour les articles homonymes, voir Baas.
Bernard Baas, né en 1950, est un philosophe et universitaire français, professeur honoraire de philosophie en khâgne au Lycée Fustel-de-Coulanges (Strasbourg). Agrégé et docteur en philosophie, son travail de recherche porte principalement sur l'intersection philosophie-psychanalyse. Plusieurs de ses ouvrages ont été traduits et publiés en allemand, anglais, italien, espagnol (Argentine), néerlandais, portugais (Brésil), finnois, japonais, slovène…

## Publications
- Descartes et les fondements de la psychanalyse, avec Armand Zaloszyc, éd. Navarin - Osiris, Paris, 1988, 92 p.
- Le désir pur (parcours philosophique dans les parages de Jacques Lacan), éd. Peeters, Louvain, 1992, 220 p.,  (ISBN 9789068314328).
- Le corps du délit, in Politique et modernité, dir. G. Leyenberger et J.-J. Forté, Collège International de Philosophie, éd. Osiris, Paris, 1992, 32 p.  (ISBN 2905460245).
- L'Adoration des Bergers (ou de la dignité d'un clair-obscur), éd. Peeters, Louvain-Paris, 1994, 120 p., 8 illustrations,  (ISBN 9789068315981).
- De la Chose à l'objet (Jacques Lacan et la traversée de la phénoménologie), éd. Peeters & Vrin, Louvain - Paris, 1998, 256 p.,  (ISBN 9789068315981).
- « Le rire inextinguible des dieux », éd. Peeters & Vrin, Louvain–Paris, 2003, 112 p.,  (ISBN 9789042912649).
- La voix déliée, collection « Le Bel Aujourd'hui », Éditions Hermann, Paris, 2010, 418 p.,  (ISBN 9782705669560).
- Y a-t-il des psychanalystes sans culottes ?, préface d'Alain Vanier, éd. Eres, Toulouse, 2012, 252 p.  (ISBN 9782749234663).
- Problématiques philosophiques, éd. H&K, Paris, 2013, 296 p.  (ISBN 9782351412879).
- L'écho de l'immémorial (Lacoue – Lacan), préface de Jean-Luc Nancy, éd. Hermann, Paris, 2016, 168 p.  (ISBN 9782705691660).
- Fiebig, le peintre au couteau, éd. Hermann, Paris, 2018, 70 p.  (ISBN 9782705695408).
- Jouissances de la voix, éd. Stilus, Paris, 2022,160 p.  (ISBN 9791095543350).
- La Communauté en reste (Inconscient et politique), éd. Stilus, Paris, 2025, 280 p.  (ISBN 979-10-95543-59-6).